# السفارة البولندية في المغرب
السفارة البولندية في المغرب هي المؤسسة المسؤولة عن التمثيل الدبلوماسي لجمهورية بولندا في المملكة المغربية. ويقع مقر السفارة البولندية في المغرب في مدينة الرباط. وتهدف السفارة البولندية في المغرب لتعزيز المصالح البولندية في المغرب وتحقيق التعاون المُشترك بين البلدين.
ويشغل السفير كشيشتوف كارڤـوڤـسكي في الوقت الحالي منصب سفير فوق العادة ومفوض الجمهورية البولندية في المملكة المغربية بدءًا من 21 يوليو عام 2020، وحتى الآن، والذي يُعتبر سفيرًا مُعتمدًا لبلاده في الوقت ذاته أيضًا لدى الجمهورية الإسلامية الموريتانية.

## الموقع
يقع مقرّ السفارة البولندية في المغرب في 23 شارع عقبة بمدينة الرباط في المغرب، ويضم مبنى السفارة قسمًا مخصصًا لتقديم الخدمات القنصلية، بالإضافة إلى وحدة للشؤون السياسية والاقتصادية ومكتب للشؤون الإدارية والمالية.

## لمحة تاريخية
بدأت الحكومة البولندية في إقامة علاقات دبلوماسية مع المملكة المغربية في يوليو عام 1959.

## قائمة سفراء جمهورية بولندا بالمغرب
| السفير                      | تاريخ التعيين | تاريخ انتهاء المهام |
| كشيشتوف كارڤـوڤـسكي         | 21 يوليو 2020 | حتى الآن            |
| ماريك اليكساندير زيولكوفسكي |               | 2020                |

## روابط خارجية
- الموقع الرسمي للسفارة البولنديّة في المغرب